# Liste der Monuments historiques in La Noue
Die Liste der Monuments historiques in La Noue führt die Monuments historiques in der französischen Gemeinde La Noue auf.

## Liste der Immobilien
| Bezeichnung         | Beschreibung | Standort                    | Kennzeichnung | Schutzstatus | Datum     | Bild |
| ------------------- | --- | --------------------------- | ------------- | ------------ | --------- | ---- |
| Château des Granges | um 1770 erbaut, im 19. Jahrhundert umgestaltet; mit Wassergräben, Parkanlage, Nutzgarten und Wirtschaftsgebäuden | Rue de la Cour Verte (Lage) | PA00078919    | Inscrit      | 1989 2010 |      |

## Liste der Objekte
| Bezeichnung                                         | Beschreibung                                                                                                | Standort                        | Kennzeichnung | Schutzstatus | Datum | Bild |
| --------------------------------------------------- | --- | ------------------------------- | ------------- | ------------ | ----- | ---- |
| Gemälde eines Heiligen und eines Engels mit Schwert | Ölfarbe auf Leinwand, Ende des 17. Jahrhunderts                                                             | in der Kirche St-Maurice (Lage) | PM51003402    | Inscrit      | 1999  |      |
| Grabstein                                           | Stein, 15. Jahrhundert                                                                                      | in der Kirche St-Maurice (Lage) | PM51002430    | Inscrit      | 1976  |      |
| Hauptaltar                                          | Altartisch, Tabernakel, Retabel und Gemälde; Holz, Ölfarbe auf Leinwand, zweite Hälfte des 17. Jahrhunderts | in der Kirche St-Maurice (Lage) | PM51003652    | Inscrit      | 1996  |      |
| Gemälde Heiliger Prudentius                         | Ölfarbe auf Leinwand, 19. Jahrhundert                                                                       | in der Kirche St-Maurice (Lage) | PM51003403    | Inscrit      | 1999  |      |